# Andrew Haswell Green
Pour les articles homonymes, voir Green.
Andrew Haswell Green ou Andrew H. Green (1820 - 13 novembre 1903) était une figure centrale de l'aménagement urbain de la ville de New York au XIXe siècle. Green est né à Worcester (Massachusetts) dans l'une des plus anciennes familles de Boston : son ancêtre était Thomas Green, qui arriva en Amérique en 1651. Il fit des études de droit. Il s'installa à New York en 1835 et commença à travailler auprès de Samuel Tilden en 1844. Il entra au conseil de l'éducation de la ville en 1855. En 1857, il devint le président de la commission de Central Park et restera à ce poste jusqu'en 1871. En dépit de son manque d'expérience, il joua un grand rôle dans l'aménagement du parc new-yorkais : en 1858, il négocia l'acquisition de 26 hectares supplémentaires pour développer le projet d'origine. Grâce à lui, Central Park s'agrandit vers le nord, au-delà de la 106e rue, jusqu'au niveau de la 110e rue. Green fut aussi à l'origine de plusieurs institutions culturelles de New York telles que la New York Public Library ou le Metropolitan Museum of Art. Green mourut à New York assassiné le 13 novembre 1903 alors qu'il rentrait chez lui. Le 11 mai 1929 on lui dédia un banc dans Central Park avec le surnom de « Father of New York City ».

### Source
- Central Park Conservancy, « A New York City and Central Park History Lesson », (page consultée le 25/02/2007), <http://www.centralparknyc.org/4809413/24646>